# Maunder (cratera marciana)
Maunder é uma cratera de impacto antiga e erodida no quadrângulo de Noachis, em Marte. Ela se localiza a 50º latitude sul e 358.5° longitude oeste, possui 107.5 km de diâmetro e recebeu este nome em honra a Edward W. Maunder (1851-1928), um astrônomo britânico.